# Pumas Tabasco
Pumas Tabasco foi um time de futebol profissional mexicano com sede em Villahermosa, atualmente é membro da Liga de Ascenso. Era uma equipe filiada ao Club Universidad Nacional, equipe que joga no Campeonato Mexicano de Futebol.
Em 13 de abril de 2020, os donos das equipes do Campeonato Mexicano de Futebol votaram para transformar a Liga de Ascenso em uma liga de desenvolvimento, na qual esses clubes poderiam criar um time de ramais para dar experiência aos jovens jogadores. Em 9 de maio, o Club Universidad Nacional confirmou que teria uma equipe filiada na nova liga.
Em 24 de junho de 2020, foi anunciada a chegada de um acordo para estabelecer a equipe em Villahermosa, a administração da equipe é dividida em duas partes, o tema operacional é realizado por empresários locais, enquanto o aspecto esportivo é controlado pelo Club Universidad Nacional. Além disso, foi anunciado que a equipe se chamaria Pumas Tabasco.
Posteriormente, foi anunciado que a equipe só jogará suas partidas em Villahermosa, treinando na Cidade do México, além disso, o elenco será baseado no Club Universidad Nacional , equipe que joga no Campeonato Mexicano de Futebol.
Em 2023, foi anunciado a extinção do clube após ser anunciadas reformas na Liga de Expansión MX.